# Loewia glutinosa
Loewia glutinosa är en passionsblomsväxtart som beskrevs av Ignatz Urban. Loewia glutinosa ingår i släktet Loewia och familjen passionsblomsväxter. Inga underarter finns listade i Catalogue of Life.